# Білошапківська сільська рада
Білошапкі́вська сільська́ ра́да — адміністративно-територіальна одиниця та орган місцевого самоврядування у Прилуцькому районі Чернігівської області. Адміністративний центр — село Білошапки.

## Загальні відомості
Білошапківська сільська рада утворена у 1920 році.
- Територія ради: 47,32 км²
- Населення ради: 623 особи (станом на 2001 рік)

## Населені пункти
Сільській раді були підпорядковані населені пункти:
- с. Білошапки
- с. Запереводське

### Колишні населені пункти
- с. Козин, зняте з обліку 2012 року

## Склад ради
Рада складалася з 12 депутатів та голови.
- Голова ради: Монька Ганна Андріївна
- Секретар ради: Леус Ольга Дмитрівна

### Керівний склад попередніх скликань
| Прізвище, ім'я, по батькові | Основні відомості                                                               | Дата обрання | Дата звільнення |
| --------------------------- | ------------------------------------------------------------------------------- | ------------ | --------------- |
| Монька Ганна Андріївна      | Сільський голова, 1953 року народження, позапартійна                            | 26.03.2006   | 31.10.2010      |
| Монька Ганна Андріївна      | Сільський голова, 1952 року народження, освіта середня спеціальна, позапартійна | 31.10.2010   |                 |

Примітка: таблиця складена за даними сайту Верховної Ради України

### Депутати
За результатами місцевих виборів 2010 року депутатами ради стали:

#### За суб'єктами висування
| Суб'єкт висування | Кількість обраних депутатів | %   |
| ----------------- | --------------------------- | --- |
| Самовисування     | 12                          | 100 |

#### За округами
| № округу | Прізвище, ім'я, по батькові | Дата визнання обраним | Освіта             | Партійна приналежність | Відомості про обраного депутата                     |
| -------- | --------------------------- | --------------------- | ------------------ | ---------------------- | --------------------------------------------------- |
| 1        | Зубар Ірина Павлівна        | 04.11.2010            | середня спеціальна | позапартійна           | тимчасово не працює                                 |
| 2        | Стеценко Діна Олексіївна    | 04.11.2010            | середня спеціальна | позапартійна           | Білошапківський ФП, завідувач                       |
| 3        | Муренець Ніна Дмитрівна     | 04.11.2010            | середня спеціальна | позапартійна           | пенсіонер                                           |
| 4        | Михайлюк Валентина Іванівна | 04.11.2010            | середня спеціальна | позапартійна           | тимчасово не працює                                 |
| 5        | Леус Ольга Дмитрівна        | 04.11.2010            | середня спеціальна | позапартійна           | Білошапківська сільська рада, секретар              |
| 6        | Волощенко Лідія Миколаївна  | 04.11.2010            | середня спеціальна | позапартійна           | Білошапківський БК, прибиральниця                   |
| 7        | Рішко Валентина Анатоліївна | 04.11.2010            | середня спеціальна | позапартійна           | ДНЗ «Малятко», вихователь                           |
| 8        | Тімченко Олена Миколаївна   | 04.11.2010            | середня            | позапартійна           | Продуктовий магазин, продавець                      |
| 9        | Сердюк Любов Олександрівна  | 04.11.2010            | вища               | позапартійна           | Білошапківська сільська бібліотека, бібліотекар     |
| 10       | Нестерко Зоя Олександрівна  | 04.11.2010            | середня            | позапартійна           | приватний підприємець                               |
| 11       | Панійван Олена Василівна    | 04.11.2010            | вища               | позапартійна           | районний територіальний центр, соціальний працівник |
| 12       | Стеценко Аліна Олексіївна   | 02.09.2012            | незакінчена вища   | позапартійна           | тимчасово не працює                                 |